# Ћао
Ћао (итал. ciao) је неформални усмени поздрав, који може значити и здраво и довиђења који је српски језик преузео из италијанског језика.

## Етимологија
Реч ћао потиче из венецијанског језика, од фразе s-ciào vostro или од s-ciào su, која дословно преведено значи „(ја сам) твој слуга”. Тај поздрав одговара средњовековном латинском поздраву servus („слуга”), који се и даље користи у разговору у деловима средње и источне Европе.
Израз се није узимао дословно, већ као израз добре воље између пријатеља. Венецијанска реч s-ciào или s-ciàvo са значењем „роб”, је изведена из средњовековне латинске речи sclavus, која је позајмљена из средњовековног грчког језика (Σκλάβος), који се везује за етноним Словен, зато што је већина робова долазила са Балкана.
Поздрав је коначно скраћен на ciào, изгубио значење служења и постао неформални поздрав код људи из свих слојева друштва. У модерном италијанском језику, осим као поздрав, реч се користи и као узвик који означава одустајање од даље акције, често у позитивном смислу, као на пример, у фрази Oh, va be', ciao! која се може превести као „Е, добро, нема везе!”. Брзалица у Миланском дијалекту Se gh'hinn gh'hinn; se gh'hinn nò, s'ciào значи „Ако има [пара], има; ако нема, ћао!”